# Don Harvey
Donald Patrick Harvey II, detto Don (St. Clair Shores, 31 maggio 1960), è un attore statunitense.

## Biografia
Don è nato e cresciuto a St. Clair Shores, Michigan, il sesto di otto figli. Ha iniziato a recitare mentre frequentava il Lake Shore High School; prima del diploma nel 1978 fece diversi spettacoli. Poi è passato alla University of Michigan, dove ha studiato inglese ed economia insieme a due anni di danza classica. Nel 1982 si laurea presso l'Università del Michigan, con un Bachelor of Arts, ha frequentato la Yale School of Drama e ha ricevuto un Master of Fine Arts in recitazione nel 1985. Dopo la laurea Don si trasferisce a New York per iniziare una carriera nel cinema, televisione, e teatro.
Harvey ha cominciato a comparire nei film alla fine del 1980 ed è apparso in oltre 70 pellicole. Ha avuto ruoli secondari in film di ampio successo come Vittime di guerra (1989), 58 minuti per morire - Die Harder (1990), e La sottile linea rossa (1998), oltre al film TV Better Off Dead (1993). È apparso anche in alcune serie televisive, come Miami Vice, NYPD Blue, Numb3rs, Criminal Minds, e, nel 2016, in un episodio di Blue Bloods.

## Vita privata
È sposato con Dyanne Court Harvey, da cui ha avuto un figlio, e divide il suo tempo tra New York e Los Angeles.

## Filmografia parziale

### Cinema
- Creepshow 2, regia di Michael Gornick (1987)
- The Untouchables - Gli intoccabili, regia di Brian De Palma (1987)
- Otto uomini fuori, regia di John Sayles (1988)
- Belva di guerra (The Beast of War), regia di Kevin Reynolds (1988)
- After School (1988)
- Vittime di guerra, regia di Brian De Palma (1989)
- 58 minuti per morire - Die Harder, regia di Renny Harlin (1990)
- Hudson Hawk - Il mago del furto, regia di Michael Lehmann (1991)
- Mission of the Shark: The Saga of the U.S.S. Indianapolis (1991)
- Prey of the Chameleon (1992)
- American Heart (1992)
- Better Off Dead (1993)
- The Glass Shield (1994)
- Men of War (1994)
- Tank Girl, regia di Rachel Talalay (1995)
- Difesa ad oltranza, regia di Bruce Beresford (1996)
- Relic - L'evoluzione del terrore, regia di Peter Hyams (1997)
- The Continued Adventures of Reptile Man (1998)
- La sottile linea rossa, regia di Terrence Malick (1998)
- Out of the Cold (1999)
- Sparkler (1999)
- Life, regia di Ted Demme (1999)
- Riders, regia di Doug Sadler (2001)
- Fuga da Seattle (Highway), regia di James Cox (2002)
- Lei mi odia (She Hate Me), regia di Spike Lee (2004)
- Anamorph - I ritratti del serial killer (Anamorph), regia di Henry S. Miller (2007)
- Nemico pubblico - Public Enemies, regia di Michael Mann (2009)
- Gangster Squad, regia di Ruben Fleischer (2013)
- Noah, regia di Darren Aronofsky (2014)
- The Prince - Tempo di uccidere (The Prince), regia di Brian A. Miller (2014)
- Taken 3 - L'ora della verità, regia di Olivier Megaton (2015)
- Il segreto dei suoi occhi (Secret in Their Eyes), regia di Billy Ray (2015)
- Vice, regia di Brian A. Miller (2015)
- Gangster Land (In the Absence of Good Men), regia di Timothy Woodward Jr. (2017)

### Televisione
- Miami Vice – serie TV, episodio 4x17 (1988)
- Walker Texas Ranger – serie TV, episodio 5x19 (1997)
- The King of Queens – serie TV, episodio 2x01 (1999)
- Jarod il camaleonte (The Pretender) – serie TV, episodi 2x13-4x17 (1998-2000)
- Batman of the Future - Il ritorno del Joker (2000) - voce
- NYPD - New York Police Department (NYPD Blue) – serie TV, episodio 10x20 (2003)
- Medium – serie TV, episodio 1x09 (2005)
- Bernard & Doris - Complici amici (Bernard and Doris), regia di Bob Balaban – film TV (2007)
- Numb3rs – serie TV, episodio 5x16 (2009)
- Criminal Minds – serie TV, episodio 6x15 (2011)
- Luck – serie TV, 3 episodi (2012)
- Blue Bloods – serie TV, episodio 6x11 (2016)
- The Night Of - Cos'è successo quella notte? (The Night Of) – miniserie TV, 3 puntate (2016)
- L'ultimo tycoon (The Last Tycoon) – serie TV, 4 episodi (2017)
- The Deuce - La via del porno (The Deuce) – serie TV, 14 episodi (2017-2019)
- La verità sul caso Harry Quebert – miniserie TV, 10 puntate (2018)
- Better Call Saul – serie TV, episodi 4x01-5x01 (2018-2020)
- Pam & Tommy – miniserie TV, 2 puntate (2022)
- We Own This City - Potere e corruzione (We Own This City) – miniserie TV, 6 puntate (2022)

## Doppiatori italiani
Nelle versioni in italiano delle opere in cui ha recitato, Don Harvey è stato doppiato da:
- Pasquale Anselmo in Numb3rs, Noah, La verità sul caso Harry Quebert, We Own This City - Potere e corruzione
- Massimo De Ambrosis in Hudson Hawk - Il mago del furto, The Glass Shield, Gangster Land
- Simone Mori in Anamorph - I ritratti del serial killer, Taken 3 - L'ora della verità
- Gerolamo Alchieri in Difesa ad oltranza - Last Dance, Il segreto dei suoi occhi
- Claudio De Angelis in Creepshow 2
- Francesco Pannofino in Belva di guerra
- Marco Mete in Vittime di guerra
- Vittorio Guerrieri in 58 minuti per morire - Die Harder
- Gaetano Varcasia in L'ultima missione
- Fabrizio Odetto in American Heart
- Fabrizio Dolce in Luck
- Sergio Lucchetti in Blue Bloods
- Davide Marzi in Gangster Squad
- Massimiliano Virgilii in The Night Of - Cos'è successo quella notte?
- Luca Dal Fabbro in L'ultimo tycoon
- Riccardo Rossi in The Deuce - La via del porno
- Andrea Lavagnino in Better Call Saul
- Stefano Benassi in Pam & Tommy